# Panoramahoved
Et panoramahoved er et fotografisk værktøj, til montering på et fotostativ, som gør det muligt for fotografer en sekvens af billeder gennem indgangspupillen af en linse til at fremstille et panoramabillede. Den primære funktion med et panoramahoved er præcist at indstille rotationsaksen af kameraet omkring indgangspupillen for et givent objektiv således at parallakse fejl undgås.
Mens kameraet drejes optages en serie af billeder, derefter kan billeder samles ved hjælp af software, som enten automatisk (ved hjælp af billedanalyse) eller manuelt (ved at bruger markerer kontrolpunkter) gør det muligt at sammenflette billeder, til et enkelt panoramisk billede. Det endelige panoramiske billede kan derefter ses eller udskrives som et fast billede eller vises interaktivt ved hjælp software. 
Moderne panoramahoveder kan typisk tilpasses mange forskellige kameraer, og monteres på standard stativer. Professionelle modeller har præcisionslejer, skalaer der tillader at brugeren tager billeder på specifikke vinkler, låsepal for at stoppe med bestemte vinkelintervaller, integreret vaterpas til justering vater og andre funktioner for at maksimere kvaliteten.